# Maren Wangensteen
Maren Wangensteen, född 31 mars 1991 i Ryfoss i Vangs kommun, är en norsk längdskidåkare och före detta skidskytt, tävlande för skidklubben Øystre Slidre.

## Biografi
Under hela sin ungdom och sina första seniorår var Wangensteen först och främst skidskytt, men också längdskidåkare. 2017 tog hon brons i stafett på Norska mästerskapen i skidskytte tillsammans med sina systrar Hilde och Mari Eide i Lygna.  I norska mästerskapen i Harstad samma år tog hon brons på 10 kilometer klassiskt. I december 2020 drabbades Wangensteen av en blodpropp i lungan. Blodproppen löstes upp och hon återupptog träningen nästkommande säsong. Hon debuterade i Världscupen i längdåkning och blev trettiotvåa i tremilsloppet i Holmenkollen den 5 mars 2022. Wangensteen är bosatt i Lillehammer där hon både studerat och arbetat utöver skidsatsningen. Hon har avlagt en masterexamen i folkhälsovetenskap.
Efter bra prestationer i Skandinaviska cupen under säsongsinledningen 2024/2025 så fick Wangensteen chansen att köra världscup på nytt, denna gång i Cogne i Italien den 2 februari 2025. På 10 kilometer i fri stil så med individuell start blev hon elva i tävlingen, 1 minut och 11 sekunder bakom segraren Jessie Diggins. Loppet var hennes tredje i världscupen någonsin.